# Bonnelles
Bonnelles är en kommun i departementet Yvelines i regionen Île-de-France i norra Frankrike. Kommunen ligger i kantonen Saint-Arnoult-en-Yvelines som tillhör arrondissementet Rambouillet. År 2022 hade Bonnelles 2 211 invånare.

## Befolkningsutveckling
Antalet invånare i kommunen Bonnelles
| Referens: INSEE |